# Ronald García
Ronald Lázaro García Justiniano, mieux connu sous le nom de Nacho García, est un footballeur international bolivien né le 17 décembre 1980 à Santa Cruz de la Sierra (Bolivie). 
Il évolue a l'Anorthosis Famagouste pour la saison 2010-2011.